# Xe đạp tại Đại hội Thể thao Đông Nam Á 2023 – Băng đồng tiếp sức Nam – Nữ
Xe đạp băng đồng tiếp sức nam – nữ tại Đại hội Thể thao Đông Nam Á 2023 diễn ra vào ngày 7 tháng 5 năm 2023, Xiêm Riệp, Campuchia. 22 tuyển thủ đến từ 6 quốc gia khác nhau sẽ tranh tài tại đây.

## Kết quả
| Xếp hạng | Tuyển thủ | Thời gian |
| -------- | --- | --------- |
| 1        | Indonesia · Dara Latifah · Feri Yudoyono · Sayu Bella Sukma Dewi · Zaenal Fanani                                                | 50:11     |
| 2        | Thái Lan · Keerati Sukprasart · Phunsiri Sirimongkhon · Supuksorn Nuntana · Warinthorn Phetpraphan                              | 51:44     |
| 3        | Philippines · Ariana Thea Patrice Evangelista · Edmhel John Rivera Flores · Jerico Cruz Rivera · Shagne Paula Hermosilla Yaoyao | 52:25     |
| 4        | Malaysia · Ahmad Syazrin Awang Ilah · Nur Assyira Zainal Abidin · Natahsya Soon · Zulfikri Zulkifli                             | 53:21     |
| 5        | Việt Nam · Thi Soan Quang · Thi Nhu Quynh Dinh · Van Linh Dinh · Van Nhat Bui                                                   | 54:43     |
| 6        | Campuchia · Chhan Chhayfong · Khen Malai · Khim Menglong · Yoath Kanika                                                         | 55:16     |